# Csabai Mátyás
Csabai Mátyás (Chiabai Mátyás) (16. század) költő, tanár.

## Élete
Laskról származott. Tanulmányait a Dobó család támogatásával folytatta. Előbb Leonard Stöckel bártfai iskolájában, majd 1555. április 13-ától a wittenbergi egyetemen tanult. 1556-ban a magyar tanulók seniora volt. 1557-ben foglalta el tanári székét Kassán.  Alatta nagy hírre emelkedett az iskola, sőt a város új iskolaépületet is kezdett építeni. 1561-ben a város meghívta a magyar papságra, azonban összeütközésbe került a városi elöljárósággal, mert vélhetően Kálvin tanai felé hajlott. Frankl Vilmos szerint 1561-ben elhagyta Kassát, valószínűleg azért, mert a városi tanács fizetésének kiszolgáltatásában oly hanyagul járt el, hogy nem egyszer nyomornak volt kitéve. Saját közlése szerint nem sokkal az 1552-es egri ostrom után Egerben járt. 1562-ben hunyt el.

## Munkái
- Encomium Servatae Agriae Anno 1552. Colosvarini, 1555
- Encomium arcis Agriae mirabiliter ac vere divinitus servatae A. D. 1552. conscriptum in gratiam suorum patronorum Francisci, Stephani et Dominici Dobo fratrum. Vittebergae, 1556

Két, disztichonokban írt latin nyelvű költeményében az 1552-es egri ostromot énekli meg. Voltaképpen azonban mindkét mű elsősorban Dobó Istvánt dicsőítő költemény (panegirikusz).

## Magyarul
- Eger 1552. évi védelmének magasztalása és  Az egri vár magasztalása. In: "Jó Dobó miatt sok terekök vesznek”. 16–17. századi költők és krónikások az 1552-es egri ostromról; vál., az előszót, a bevezetőket és a jegyzeteket írta Lőkös Péter. Budapest, Eötvös József könyvkiadó, 2008